# Поллукс (кратер)
По́ллукс (англ. Pollux) — метеоритний кратер на Епіметеї — супутнику Сатурна. Назву кратера затверджено МАСом на честь Поллукса — одного з Діоскурів.